# Otto Kopp (Politiker)
Otto Kopp (* 31. Januar 1903 in St. Gallen; † 1. August 1972 in Liestal) war ein Schweizer Politiker (SP).

## Leben
Kopp besuchte die Schulen in St. Gallen und anschliessend das Lehrerseminar in Schiers. Von 1922 bis 1947 war er Primarlehrer in Zeglingen, Gelterkinden und Liestal. Er war ein Anhänger der Freiwirtschaftslehre Silvio Gesells.
Kopp verlor als Kritiker des behördlichen Anpassungskurses im Zweiten Weltkrieg einen Ehrverletzungsprozess gegen den Baselbieter Polizeichef, wurde darauf aber als moralischer Sieger 1947 auf der SP-Liste in den Regierungsrat des Kantons Basel-Landschaft gewählt.
Von 1947 bis 1953 wirkte er als Finanz- und von 1953 bis 1959 als Erziehungsdirektor (ab 1948 als Parteiloser). Er machte sich besonders verdient um das Steuergesetz im Jahr 1952, das Stipendiengesetz im Jahr 1954 und den Aufbau progymnasialer Abteilungen an den Mittelschulen.

## Werke
- Mehr als sonderbar, 1947